# Kurie (Gebäude)

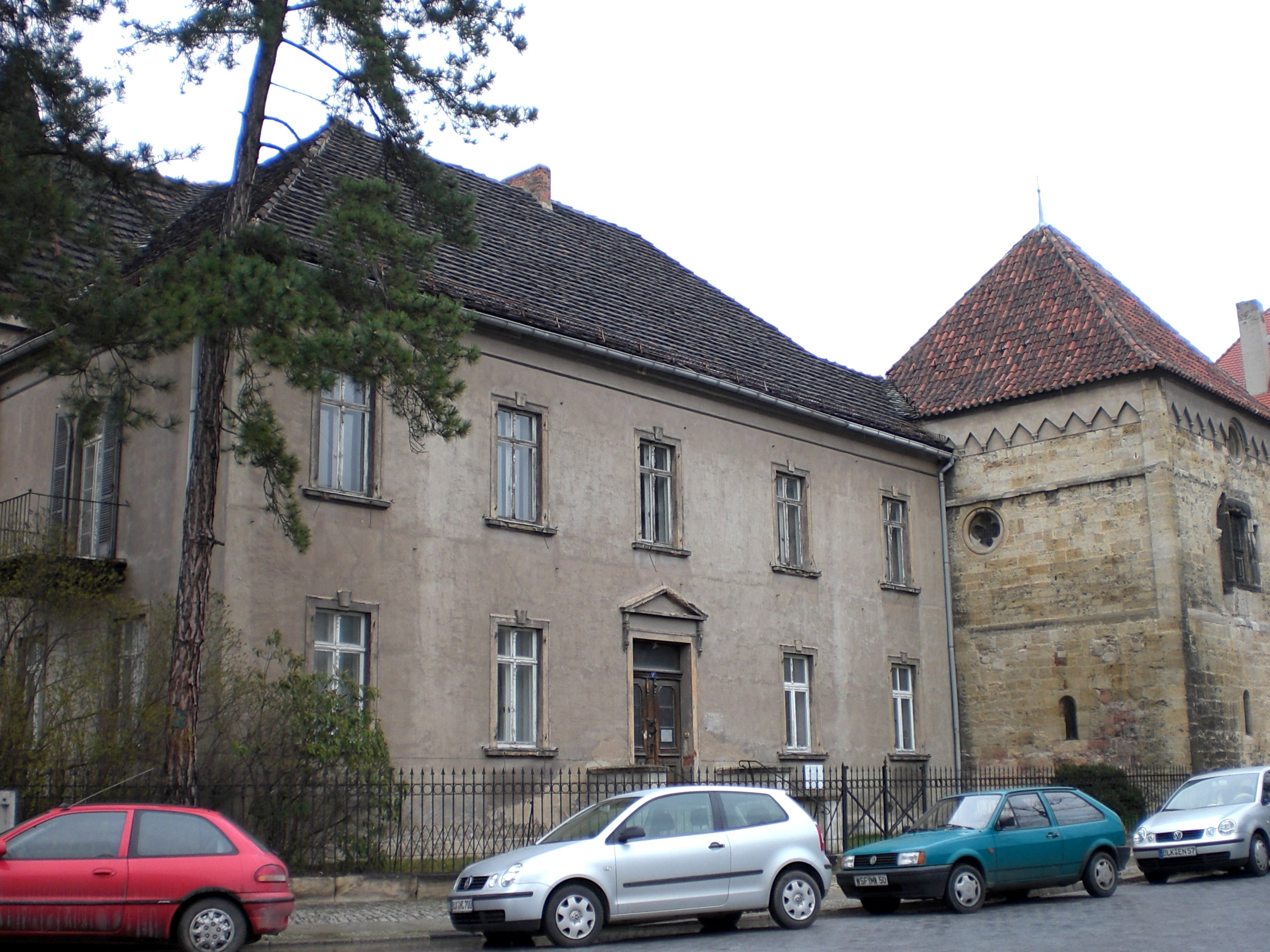
Die Ägidienkurie in Naumburg/Saale

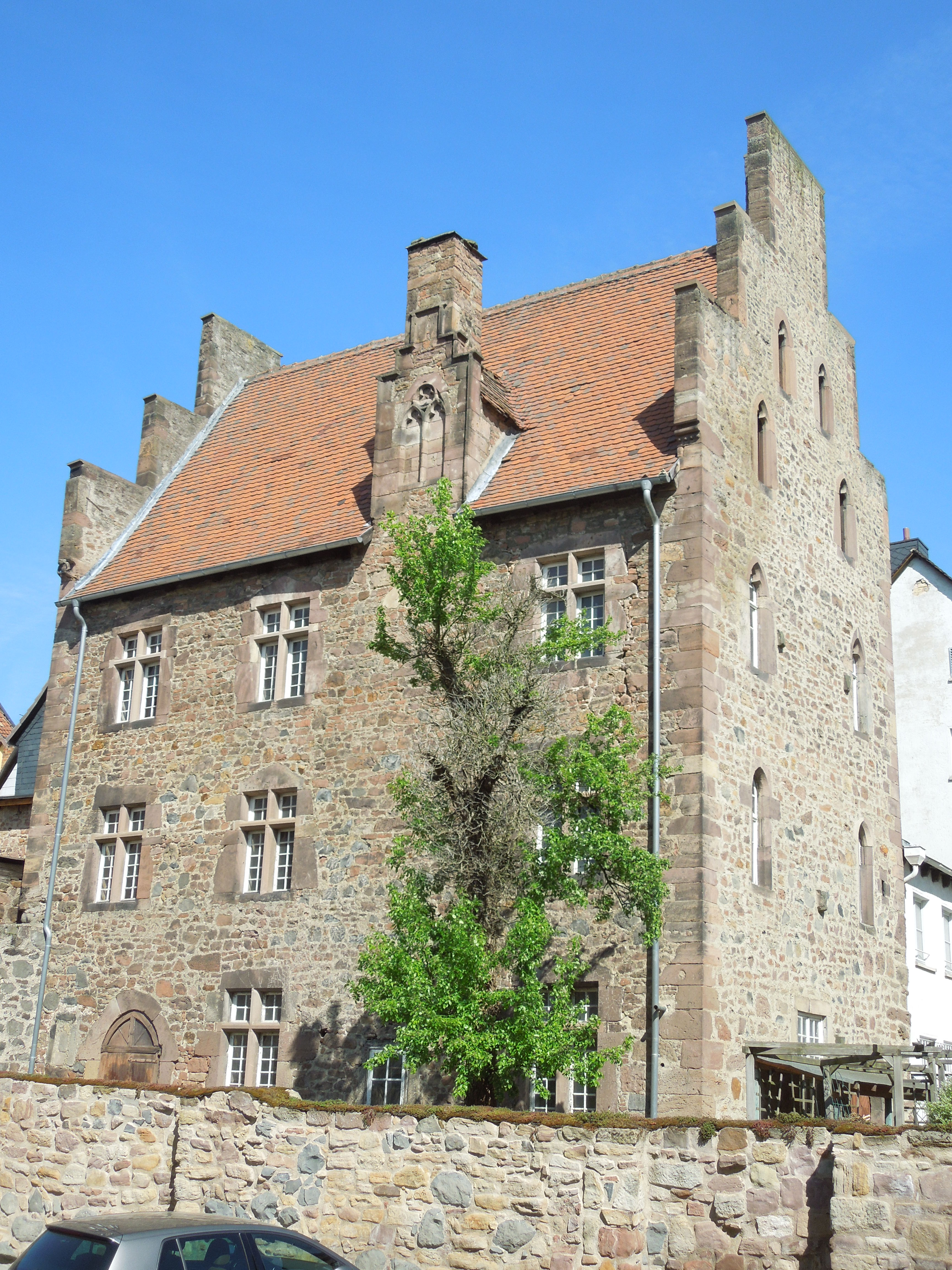
Die Kurie in der Fischgasse in Fritzlar

Als Kurie bezeichnete man die Wohnung eines Säkularkanonikers, eines Domherren oder einer Stiftsdame; zumeist handelte es sich um repräsentative Einzelgebäude im Immunitätsbezirk um die Kirche.

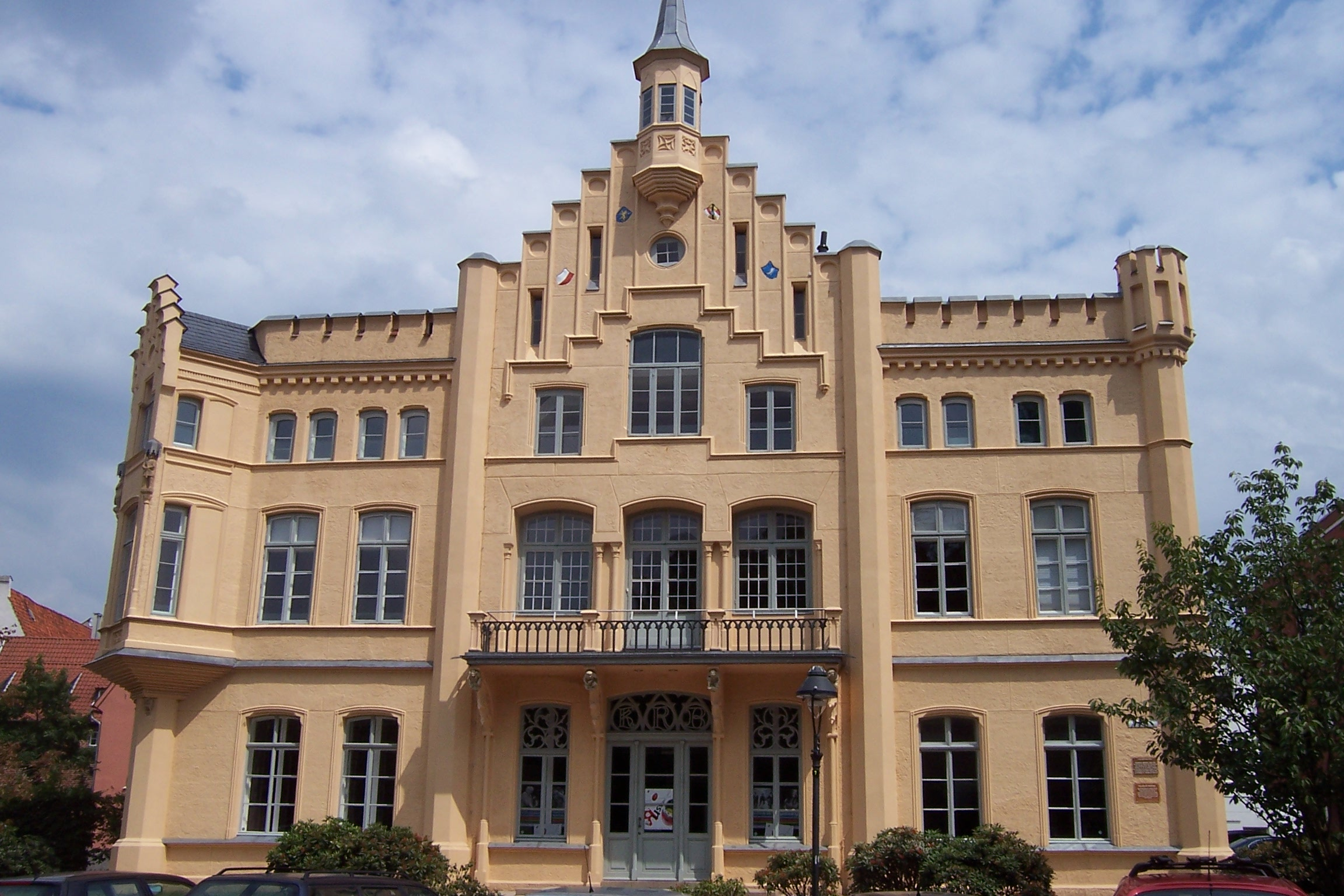
Das Palais Rantzau in Lübeck

Säkularkanoniker an einem Kollegiatstift, auch Stifts- oder Chorherren an einem Stiftskapitel genannt, waren Weltgeistliche, die zwar als Gemeinschaft an einer bestimmten Stiftskirche lebten und für die dortigen Gottesdienste zuständig waren, die aber im Gegensatz zu Regularkanonikern keine Gelübde ablegten, keine Ordenspriester oder Mönche waren und das Stift jederzeit wieder frei verlassen konnten. Die Versammlung der Kanoniker, das sogenannte Stiftskapitel, verwaltete das Vermögen der Stiftskirche, aber die einzelnen Kanoniker behielten im Unterschied zu Ordensgeistlichen ihr Privatvermögen. Da Säkularkanoniker ursprünglich zumeist nachgeborene Söhne aus Adelsgeschlechtern waren, später auch aus dem begüterten Bürgertum stammten, legten sie weithin Wert auf eine angemessene eigene Residenz, eine so genannte Kurie, in der Nähe des Stifts. Neben einem Garten verfügten die Kurien meist auch über Nebengebäude, die als Stall, Remise oder Unterkünfte für Dienstboten genutzt wurden. 
Noch heute erhaltene beachtenswerte Kurien befinden sich z. B. in:
- Bamberg: die Domherrenhöfe am Domplatz, in der Domstraße und in der Oberen Karolinenstraße sowie die Stiftsherrenhöfe in den Immunitäten St. Gangolf und St. Stephan,
- Brandenburg an der Havel: auf der Dominsel,
- Fritzlar: gotische Kurien in der Kasseler Straße und in der Fischgasse,
- Lübeck: der Kern des so genannten Palais Rantzau,
- Naumburg (Saale): die Ägidienkurie,[2]
- Speyer: nach den Zerstörungen im Pfälzischen Erbfolgekrieg wurden im 18. Jahrhundert einige Domherrenkurien in Speyer aufwändig neu errichtet; z. B. die Kurie "Zum großen Birnbaum" (Domplatz 3) und die Kurie "Zum Engel" (Große Pfaffengasse 13).[3]
- Trier: Weitgehend geschlossen erhaltenes Domviertel mit Kurien, die meist nach den Familien der Bewohner benannt sind.